# Diocesi di Viborg
La diocesi di Viborg (in danese: Viborg Stift) è una diocesi della chiesa di Danimarca. La sede vescovile è presso la cattedrale di Nostra Signora, a Viborg, nello Jutland centrale, Danimarca.

## Storia
La diocesi di Viborg fu eretta nel 1060, ricavandone il territorio dalla diocesi di Ribe.
Originariamente suffraganea dell'arcidiocesi di Amburgo-Brema, nel 1104 entrò a far parte della provincia ecclesiastica dell'arcidiocesi di Lund. Nel 1130 circa il vescovo Eskild iniziò la costruzione della vecchia cattedrale diocesana.
L'ultimo vescovo in comunione con la Santa Sede fu Jörgen Friis, imprigionato nel 1536 e al cui posto fu nominato un vescovo protestante.
La vecchia cattedrale, decrepita e pericolante, fu demolita e sostituita dall’attuale nell’Ottocento.

## Vescovi di Viborg
- Heribert : ca 1065~1095
  - vacante (1095~1106)
- Svend I : 1106~1112
- Eskil : 1112~1133
- Svend II : 1133~1153
- Niels I : 1153~1191
  - vacante (1191~1222)
- Gunner : 1222~1251 
  - vacante (1251~1367)
- Jakob Moltke : 1367~1396
- Lave Glob : ?~1427
  - vacante (1427~1438)
- Leif Thor Olafsson : 1438~1450
- Knud Mikkelsen : 1451~1478
- Niels Glob : 1478~1498
  - vacante (1498~1521)
- Jørgen Friis : 1521~1536
- Jacob Schøning : 1537~1549
- Kjeld Juel : 1549~1571
- Peder Thøgersen : 1571~1595
  - Vacant (1595~1617)
- Hans Iversen Wandal : 1617~1641
  - vacante (1641~1661)
- Peder Villadsen : 1661~1673
- Søren Glud : 1673~1693
- Henrik Gerner : 1693~1700
- Bartholomæus Deichman : 1700~1713
- Caspar Wildhagen : 1713~1720
- Søren Lintrup : 1720~1725
- Johannes Trellund : 1725~1735
- Andreas Wøldike : 1735~1770
- Christian Michael Rottbøll : 1770~1780
- Peder Tetens : 1781~1805
- Jens Bloch : 1805~1830
- Nicolaj Esmark Øllgaard : 1830~1854
- Otto Laub : 1854~1878
- Jørgen Swane : 1878~1901
- Alfred Sveistrup Poulsen : 1901~1921
- Johannes Gøtzche : 1921~1936
- Axel Malmstrøm : 1936~1951
- Christian Baun : 1951~1968
- Johannes W. Jacobsen : 1968~1985
- Georg S. Geil : 1985~1996
- Karsten Nissen : 1996~2014
- Henrik Stubkjær : 2014